# ويليام هنري شيبارد
ويليام هنري شيبارد (بالإنجليزية: William Henry Sheppard)‏ هو مبشر أمريكي، ولد في 8 مارس 1865 في فرجينيا في الولايات المتحدة، وتوفي في 25 نوفمبر 1927 في كنتاكي في الولايات المتحدة.